# Дагинские термальные источники
Дагинские термальные источники — памятник природы регионального значения Сахалинской области, образован решением Сахалинского облисполкома, расположен на северо-восточном побережье о. Сахалин, на западном побережье залива Даги (Ныйский залив). Площадь — 9 га.
Основные черты природы: заболоченная низменность. Охраняемые объекты: минеральные лечебные воды и грязи.

## Географическое местоположение
Источники располагаются на северо-востоке Сахалина, в 30 км от посёлка городского типа Ноглики, на правобережье реки Нельгуты.
Впервые источники были обследованы в 1951 году, затем, более детально, в 1963 и 1969 годах. Дебит — 15-20 л/с. Минерализация вод на Центральном участке — около 2 г/л, на Северном — более 5 г/л.

## Описание
Термальные источники Дагинские находятся в зоне диагонального разрыва, усиленного серией сравнительно молодых разломов, представляющих собой три блока: Северный, Центральный, Южный. В каждой из этих зон воды различаются по своему ионному и минеральному составу. В части Центрального и Южного блока воды имеют хлоридные, натриевые азотно-метановые составы, слабощелочные, горячие и теплые, обогащенные кремниевой кислотой. В них так же содержится незначительное количество йода и брома. В Северном блоке содержание этих веществ более выраженное, из-за чего воды здесь получили название «Морские». Температура в источниках 40-42 градуса. Некоторые источники имеет более низкую температуру 26,5, в других приближается к 60.
Всего насчитывается более 60 выходов воды. 4 источника оборудованы ваннами и куполами, напоминающими монгольскую юрту. Учеными было зафиксировано снижение температуры некоторых источников после «реконструкции» оборудования вокруг объектов.
Рядом с источниками находятся Дагинские лечебные грязи: морская сульфидная, минерализированная торфом, обогащенная сапропелью.
Недалеко от источников располагается санаторий для прохождения санаторно-лечебных мероприятий в области лечения опорно-двигательного аппарата (остеохондрозы, радикулиты), нервной системы, дерматологических, гинекологических заболеваний.